# Dolania
Dolania is een geslacht van haften (Ephemeroptera) uit de familie Behningiidae.

## Soorten
Het geslacht Dolania omvat de volgende soorten:
- Dolania americana